# Stade Lavallois Mayenne Football Club

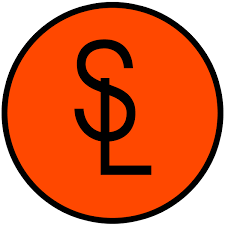
Logo dels anys 20.

L'Stade Lavallois Mayenne Football Club és un club de futbol francès de la ciutat de Laval.

## Història
El club va ser fundat el 17 de juliol de 1902. Evolució del nom:
- 1902-1970: Stade Lavallois Football
- 1989-1994: Stade Lavallois FC
- 1994-present: Stade Lavallois Mayenne FC

El club jugà a la primera divisió francesa entre els anys 1976 i 1989.

## Palmarès
- Division d'Honneur:
  - 1964 (Oest), 1988 (Maine)
- Coupe Gambardella:
  - 1984
- Coupe d'été:
  - 1982, 1984
- Coupe du Maine:
  - 1986, 1987, 1992
- Coupe de l'Ouest:
  - 1949, 1964